# Filips van Ligne
Filips van Ligne (Frans: Philippe de Ligne) (1533 - 1583) was een Nederlands krijgs- en staatsman uit het huis Ligne.

## Biografie
Filips was de oudste overlevende zoon van Jacob van Ligne en Maria van Wassenaar. Na zijn moeders dood kreeg hij derhalve de heerlijkheid Wassenaar en het burggraafschap van Leiden. Daarnaast bekleedde hij het ambt van pluimgraaf van Rijnland. Van zijn vader erfde hij de graafschappen Ligne en Fauquemberghes.
Filips werd kastelein van Aat in Henegouwen in 1555, ridder in de Orde van het Gulden Vlies in 1559, adviseur en kamerheer van Filips II van Spanje. Als militair nam hij deel aan de veldslagen bij Saint-Quentin (1557) en bij Grevelingen (1558).
Hierna werd Filips aan het bed gekluisterd door een slepende ziekte, waardoor hij geen enkele rol heeft kunnen spelen in de troebelen van de periode.

## Huwelijk en kinderen
Filips was getrouwd met Margaretha van Lalaing (†1598), vrouwe van Ville, dochter van Filips van Lalaing, graaf van Hoogstraten.
Zij hadden volgende kinderen:
- Anna, in 1596 getrouwd met Adriaan van Gavere, graaf van Beaurieu
- Maria, getrouwd met Maximilien d'Ongynes, graaf van Beaurepaire
- Lamoraal I van Ligne
- George van Ligne, heer van Monstreuil

## Voorouders
| Voorouders van Filips van Ligne | Voorouders van Filips van Ligne                                | Voorouders van Filips van Ligne                                | Voorouders van Filips van Ligne                                                | Voorouders van Filips van Ligne                                                | Voorouders van Filips van Ligne                                    | Voorouders van Filips van Ligne                                    | Voorouders van Filips van Ligne                                                      | Voorouders van Filips van Ligne                                                      |
| ------------------------------- | -------------------------------------------------------------- | -------------------------------------------------------------- | ------------------------------------------------------------------------------ | ------------------------------------------------------------------------------ | ------------------------------------------------------------------ | ------------------------------------------------------------------ | ------------------------------------------------------------------------------------ | ------------------------------------------------------------------------------------ |
| Overgrootouders                 | Jan IV van Ligne (1435-1491) ∞ Jacqueline van Croÿ (1450-1486) | Jan IV van Ligne (1435-1491) ∞ Jacqueline van Croÿ (1450-1486) | Jacob I van Luxemburg-Saint Pol (1445-1587) ∞ Maria van Berlaymont (1450-1529) | Jacob I van Luxemburg-Saint Pol (1445-1587) ∞ Maria van Berlaymont (1450-1529) | Jan I van Wassenaer (1427-1496) ∞ Johanna van Halewijn (1460-1529) | Jan I van Wassenaer (1427-1496) ∞ Johanna van Halewijn (1460-1529) | Johan III van Egmond (1438-1516) ∞ Magdalena van Werderberg-Heiligenberg (1465-1538) | Johan III van Egmond (1438-1516) ∞ Magdalena van Werderberg-Heiligenberg (1465-1538) |
| Grootouders                     | Anton van Ligne (1474-1532) ∞ Philippa van Luxemburg (-1525)   | Anton van Ligne (1474-1532) ∞ Philippa van Luxemburg (-1525)   | Anton van Ligne (1474-1532) ∞ Philippa van Luxemburg (-1525)                   | Anton van Ligne (1474-1532) ∞ Philippa van Luxemburg (-1525)                   | Jan II van Wassenaer (1483-1523) ∞ Josina van Egmond (-)           | Jan II van Wassenaer (1483-1523) ∞ Josina van Egmond (-)           | Jan II van Wassenaer (1483-1523) ∞ Josina van Egmond (-)                             | Jan II van Wassenaer (1483-1523) ∞ Josina van Egmond (-)                             |
| Ouders                          | Jacob van Ligne (1503-1552) ∞ Maria van Wassenaer (-1544)      | Jacob van Ligne (1503-1552) ∞ Maria van Wassenaer (-1544)      | Jacob van Ligne (1503-1552) ∞ Maria van Wassenaer (-1544)                      | Jacob van Ligne (1503-1552) ∞ Maria van Wassenaer (-1544)                      | Jacob van Ligne (1503-1552) ∞ Maria van Wassenaer (-1544)          | Jacob van Ligne (1503-1552) ∞ Maria van Wassenaer (-1544)          | Jacob van Ligne (1503-1552) ∞ Maria van Wassenaer (-1544)                            | Jacob van Ligne (1503-1552) ∞ Maria van Wassenaer (-1544)                            |
| Filips van Ligne (1533-1583)    |                                                                |                                                                |                                                                                |                                                                                |                                                                    |                                                                    |                                                                                      |                                                                                      |